# Thrakere
Thrakere eller trakere (antik græsk Θράκες, græsk thrakes) var en gruppe indoeuropæiske (de) stammer, som talte et thrakisk sprog – en knapt dokumenteret gren af den indoeuropæiske sprogfamilie. Disse folk bosatte sig på Balkan i de østlige, centrale og sydlige dele, samt i tilstødende dele af Europa.
Samlenavnet thrakere var en benævnelse på mere end 50 kendte stammer med nærliggende kultur og sprog i antikken. Herodot siger, at foran skyternes land lå Thrakien ved havet. Anvisninger om thrakernes geografiske udbredelse findes i Iliaden, som er det første historiske dokument om thrakerne: "Akamas førte befalingen sammen med Peiroos over thrakerne, som havde til grænse for sit land Hellespontens strømmende bølger." Thrakerne, som boede i det østlige Balkan foruden Hellas, var yderst gådefulde for grækerne. I henhold til Herodot var de blonde og høje, bondeagtige og blodtørstige krigere. Deres påståede upålidelighed gik igen som faste græske udtryk og ordsprog. "Det thrakiske folk," skriver Herodot, "er næst efter det indiske det mest talrige på jorden. Hvis det blev styret af en eneste mand eller havde været enigt, ville det efter min mening have været uovervindeligt og det mægtigste blandt alle folk. Men noget sådant er umuligt og utænkeligt hos dem. Derfor er de også svage."

## Etymologi
Den første historiske nedtegnelse om thrakerne er fundet i Iliaden, hvor de optræder som allierede til trojanerne. Den etniske betegnelse thrakere kommer fra antik græsk Θρᾷξ (flertal Θρᾷκες) eller Θρᾴκιος (jonisk Θρηίκιος), og betegnelsen for landområdet Thrakien kommer fra Θρᾴκη (jonisk Θρῄκη). Både navnene thrakere og Thrakien kan synes at være eksonym (udenlandsk version af et stednavn) givet af grækere.
I henhold til den rumænske lingvist og trakologist Sorin Mihai Olteanu synes det som om, at etnonymet (navnet givet til en etnisk gruppe) Thraikios (Θρᾴκιος: antikk græsk for trakere) at have haft samme etymologi som Graikos (Γραικός).

## Mytologisk ophav
I græsk mytologi blev Thrax (hans navn betyder ganske enkelt thrakisk) set som en af de formodedee sønner af guden Ares. I Alkestis nævner dramatikeren Euripides at et af navnene på Ares selv var Thrax eftersom han blev anset som beskytteren af Thrakien (hans skjold af guld eller forgyldt blev opbevaret i hans tempel ved Bistonia i Thrakien).

## Oprindelse
Oprindelsen til thrakerne er forblevet uklar i fravær af skriftlige historiske optegnelser. Bevis på for- eller urthrakere i den forhistoriske tid er afhængige af levn fra en materiel kultur. Det er generelt antaget, at et urthrakisk folk blev udviklet fra en blanding af stedlige og indoeuropæere fra tiden med urindoeuropæisk ekspansion i begyndelsen af bronzealderen, da de sidst nævnte overvandt stedlige folk en gang omkring 1500 f.Kr. Betegnelsen urthrakere benyttes eftersom det er ikke muligt at identificere thrakerne i løbet af bronzealderen, men dette formodede folk og kulturen er det thrakerne og dakerne blev udviklede fra i løbet af jernalderen (omkring år 1000 f.Kr.).
Det synes som om, at grækerne var de første, som etablerede et system af handelsruter ind i Balkan, og som i tiden mellem 700 f.Kr. og 300 f.Kr. dannede flere græske kolonier ved Sortehavskysten (Pontus Euxinus) for at lette handelen med de indfødte. Thrakerne var opsplittede i mange forskellige stammer og de formåede ikke eller ville ikke danne en varig politisk organisation, før det odrysiske kongedømme (odrysere var en thrakisk stamme) blev oprettet en gang omkring år 450 f.Kr. Som illyrere var det de bjergrige områder, som var de steder, de ulige krigerske og frygtsomme thrakiske stammer holdt til. Folkene på sletterne var bosatte af tilsyneladende mere fredelige folk grundet mere kontakt og indflydelse med grækerne.
Thrakerne var bosatte i dele af de antikke provinser: Thracia, Moesia, Macedonia, Dacia, Skytia Minor, Sarmatia, Bithynia, Mysia, Pannonia, og andre regioner på Balkan og Anatolia. Dette vældige område strakte sig over det meste af Balkan og Getae nord for Donau så langt som til Sydlige Bug.

## Historie

### Arkaisk tid
De indoeuropæiske thrakere, som blev betragtede som barbariske og bondske af deres forfinede og urbane græske naboer, havde udviklet avancerede former for musik, poesi, håndværksindustri, og kunstneriske håndværk. Da de var grupperede i småkongedømmer og stammer, opnåede de ikke nogen form for national identitet undtagen i mindre, dynastiske riger på højden af den græske klassiske tid. Modsvarende gallerne og andre keltiske stammer er det antaget, at de fleste af disse mennesker levede enkelt i små befæstede landsbyer, vanligvis på højder i folkeborge. Selv om konceptet urbant centrum, som en by ikke blev udviklet før i den romerske tid, tjente nogen større fæstninger også som regionale handelsmarkeder. Til trods for græsk kolonisering i områder som Byzans, Apollonia og andre byer, synes det som thrakerne undgik urbant liv.
De første græske kolonier i Thrakien blev grundlagt i 700-tallet f.Kr.
Thrakien syd for Donau (undtaget landet for den uafhængige trakiske stamme bessere) blev styret af perserne under Dareios I af Persien i omkring halvt et århundrede. Dareios havde ledet en militærekspedition ind i regionen fra 513 f.Kr. til 512 f.Kr. Perserne kaldte området med thrakerne for Skudra.

### Klassisk tid
Ved 400-tallet f.Kr. var tilstedeværelsen af thrakere gennemgående nok til at få Herodot til at kalde dem de næst mest talrige mennesker i verden, som han kendte til (efter indere), og potentielt det mægtigste, hvis det ikke havde været for deres mangel på enighed. Thrakerne i klassisk tid var fordelte i et stort antal grupper og stammer, skønt nogen mægtige thrakiske stater var organiserede, som eksempelvis den ordysiske kongedømme og det dakiske kongedømme i Burebista. En type soldat, let infanteri, fra denne tid blev kaldt for peltast og havde antagelig sin oprindelse i Thrakien.
I løbet af denne tid levede en thrakisk subkultur af asketer, som levede i cølibat og blev kaldt for ctistae. De tjente som filosofer, præster og profeter og havde øjensynlig en høj position.
Kontakten mellem thrakere og grækere blev forøget, og den græske indflydelse på thrakisk samfund, kultur, og håndværk (og modsat) blev styrket. Eftersom thrakisk sprog ikke havde en skriftlig tradition, benyttede den thrakiske adel og administrationen i nogen regioner græsk, og thrakiske handelsmænd benyttede sig også af græsk som et 'lingua franca' i deres kontakt med andre ikke-thrakiske stammer. Som et resultat blev en vis hellenisering gennemgående i de følgende århundreder og fik et dybere og mere gennemgående træk ved den makedonske erobring af thrakiske områder i 200-tallet f.Kr.
Før Kongeriget Makedonien ekspanderede, var Thrakien delt i tre lejre (østlige, sentrale og vestlige) efter, at perserne trak sig tilbage. En kendt hersker af de østlige thrakere var Kersobleptes, som forsøgte at forøge sin autoritet over mange thrakiske stammer, men han blev til sidst besejret af makedonerne.
Thrakisk civilisation var ikke urban og de største thrakiske byer var blot store landsbyer. Det eneste forsøg på at bygge en polis var Seuthopolis. Til syvende og sidst var thrakerne ikke typiske bybyggere.

### Hellenistisk tid
Regionen blev erobret af Filip II af Makedonien i 300-tallet f.Kr. og var underlagt kongeriget Makedonien i et og et halvt århundrede. Lysimakos af diadokerne og andre hellenistiske herskere herskede over dele af Thrakien frem til romerne over tid erobrede hele Thrakien. Thrakiske konger var de første, som blev hellenificerede. Græske dragtvaner erstattede gamle thrakiske klæder i en sådan grad, at thrakere så ud som grækere. Efter en tid blev thrakerne helt og holdent hellenificerede. Deres sprog og materielle kultur blev hellenistisk.
I 279 f.Kr. kom keltiske gallere ind i Makedonien, det sydlige Hellas og Thrakien. Indtrængerne blev snart tvunget ud af Makedonien og det sydlige Hellas, men de forblev i Thrakien indtil slutningen af århundredet. Fra Thrakien pressede tre keltiske stammer ind i Anatolien og dannede der et nyt kongedømme kaldet Galatia.
I løbet af Makedonerkrigene blev en konflikt mellem Rom og Thrakien uundgåelig. Ødelæggelsen af de herskende grupper i Makedonien destabiliserede græsk autoritet i Thrakien, og stammehøvdinger begyndte igen at handle uafhængigt. Efter slaget ved Pydna i 168 f.Kr. fik romerne autoritet over Makedonien og styringen over Thrakien blev overtaget af Rom. Hverken thrakerne eller makedonerne havde underkastet sig romersk dominans, og flere oprør indtraf i denne overgangstid. Oprøret under Andriscus, også kaldet for Fjerde makedonerkrig, i 149 f.Kr. fik det meste af sin støtte fra Thrakien. Flere fjendtlige strejftog fra lokale stammer ind i Makedonien fortsatte i mange år, skønt der var også flere thrakiske stammer, som villigt allierede sig med Rom, eksempelvis bessere. Efter den Tredje makedonerkrig anerkendte Thrakien stort set romersk autoritet.

### Romersk styre
Det næste et og halvt århundrede blev Thrakien gradvis omdannet til en vedvarende romersk klientstat. Den thrakiske stamme sapaeierne kom i forgrunden oprindeligt under styret under Reskuporis II af thrakere. Han er kendt for at have ydet militær støtte til både Pompeius og Julius Cæsar, og senere støttede han republikkens hære mod Marcus Antonius og Gaius Octavius i republikkens sidste dage. Reskuporis’ arvinger var ofte lige så meget indblandede i politiske skandaler og mord som deres romerske herrer var. En række snigmord på kongelige ændrede det politiske landskab i flere år i den tidlige romerske kejsertid. Ulige fraktijoner tog kontrol med støtte fra den romerske kejser. Urolighederne stoppede til sidst med et sidste snigmord.
Da Reskuporis III i det thrakiske kongedømme Sapes blev myrdet i år 46 af sin hustru, blev Thrakien underlagt som officiel romersk provins styret af en promagistrat, og senere af pretorianske præfekter. Roms centrale regeringsautoritet lå i Perinthus, men regioner indenfor provinsen var under kommando af militære underordnet guvernøren. Manglen på store urbane centre gjorde Thrakien vanskelig for romerne at styre, men til sidst blomstrede provinsen under romersk styre. Det synes som romanificering ikke blev gennemført, og at de fleste trakere var hellenistiske i denne periode.
Romersk autoritet over Thrakien hvilede hovedsagelig på de legioner, som var stationerede i Moesia. Thrakiens befolkning var hovedsagelig bønder, og afstanden til romersk autoritet krævede tilstedeværelse af lokale tropper, som støttede Moesias legioner. I løbet af de næste århundreder blev provinsen periodisk og hyppigt invaderet af germanske stammer på vandring. Regimet under Justinian I den Store krævede, at over 100 fæstninger med legioner blev opførte for at støtte forsvaret af regionen.
Thrakere i Moesia og Dakia blev gjort til romere mens de inden for Det Byzantinske Rige var deres hellenificerede efterkommere som havde blandet sig med grækerne. De først nævnte talte latin og de sidst nævnte græsk, om ikke andet som foretrukket andetsprog.
Østromerne benyttede et thrakisk våben, rhomphaia, en bredbladet sværdlignende våben formet som et kornsegl for nærkamp, antagelig af nogen få enheder af fodsoldater i tiden mellem Østromerrigets guldalder rundt 900-1071 og måske også tidligere. Michael Psellos d.y. skrev at alle væringer uden undtagelse benyttede dette våben.

## Kultur
I oldtidens Grækenland og i Romerriget synes man at have betragtet smør som en spise, der var forbeholdt barbarerne mod nord. Et skuespil skrevet af den græske digter Anaxandrides refererer til thrakerne som boutyrophagoi, "smørspisere". I sit værk Naturalis Historia kalder Plinius den ældre smør for "den mest delikate type mad i de barbariske lande" og fortsætter med at beskrive dets medicinske egenskaber.

### Krigsførelse
Historien om thrakisk krigsførelse strækker sig fra 900-tallet f.Kr. og frem til 100-tallet e.Kr. i de regioner som var defineret af antikkens grækere og latinske historikere som Thrakien. Den handler om bevæbnede konflikter mellem thrakiske stammer og deres kongedømmer på Balkan. Med undtagelse af konflikter mellem thrakere og nabonationer og andre stammer, blev der bedrevet talrige krige, som blev nedtegnede, mellem thrakiske stammer indbyrdes.

### Barbarere
Thrakerne blev ansete som krigerske, grusomme og blodtørstige.
Thrakerne blev anset som "barbarer" af andre folk, særlig antikkens grækere og romerne. Platon har i sit værk Republikken betragtede dem, sammen med skytere, som overspændte og ærekære og i hans Love betragter han dem som krigerske nationer og grupperer dem sammen med keltere, persere, skytere, iberere og kartagere. Polybios skrev om Kotys Is besindige og venlige væsen som noget andet end de fleste thrakere.
Tacitus skriver i sine Annaler, at de var vilde, grusomme og utålmodigt ulydige selv over for deres egne konger. Polyainos og Strabon har skrevet, at thrakerne brød deres fredsaftaler med uærlighed. Thrakerne benyttede deres våben på hinanden før kamp. Diegylis var betragtet som en af de mest blodtørstige høvdinger blandt thrakerne af Diodorus Siculus. En athensk klub for lovløse unge havde taget sit navn efter den thrakiske stamme triballiere. Dioiere (eller dii) var respekteret for at have begået de værste grusomheder i den Peloponnesiske Krig og dræbte alle levende, inkluderet børn og hunde i Tanagra og Mycalessos. Thrakerne kunne spidde romerske hovedskaller på deres spyd og rhomphaias som de gjorde i en træfning i 171 f.Kr. Herodot skrev at "de sælger deres børn og lader deres unge piger sælge sig til hvilken som helst mand, de finder det for godt".

## Religion
En betydningsfuld kult, som er dokumenteret fra Thrakien til Moesia og Skytia Minor, er "Den thrakiske rytter", også kendt som "Thrakiske helte", ved Odessos (Varna) dokumenteret ved et trakisk navn som Heros Karabazmos, en gud for underverden som almindeligvis er gengivet på gravstatuer som en rytter, som dræber et udyr med et spyd.
Grækerne tog mange mytiske figurer fra thrakisk mytologi til sig, blandt andet den thrakiske Sabazios, en himmelgud som blev afbildet til hest. Hos grækerne blev han givet en ny identitet som guden Dionysos.

## Tab af sprog og etnicitet
De førhistoriske sprog hos disse folk var allerede forsvundet og deres kulturelle indflydelse var kraftigt reduceret på grund af gentagne barbariske invasioner på Balkan af keltere, hunner, gotere, og sarmater, fulgt af en pågående hellenisering, latinisering og senere slavisering.
Efter, at thrakerne havde været underkastet den græsk-makedonske konge Aleksander den Store og derefter Romerriget, var de fleste thrakere til sidst blevet helleniserede (i provinsen Thrakien) eller latiniserede (i Moesia, Dakia etc). De latiniserede stammer i denne region blev senere den etniske underlag for folkegruppen valakere, som første gang optræder i de historiske dokumenter i 900-tallet e.Kr., og som udviklede sig til nutidens moderne folk i Rumænien og til dels Bulgarien. I 500-tallet havde en del thrakisk-romere og byzantinske grækere, det vil sige helleniserede thrakere syd for floden Donau fået kontakt med slavere, en ny stor gruppe indvandrere, og de indfødte blev da efterhånden slavificerede.

## Fysiske karakteristikker
Xenofanes beskrev thrakere med blå øjne og rødt hår. Akademiske studier har imidlertid konkluderet, at thrakerne havde de fysiske karakteristika som var typiske for Europas middelhavsområde. I henhold til dr. Beth Cohen havde thrakere "det samme mørke hår og de samme ansigtstræk som antikkens grækere havde." Nyere genetiske studier som sammenligner DNA-prøver af oldtidens thrakiske fossilmateriale fra det sydøstlige Rumænien med enkeltpersoner fra dagens etnicitet placerer italienske, albanske og græske enkeltindivider i nærmere genetiske slægtskab med thrakerne end dagens rumænske og bulgarske individer.

## Berømte thrakere
Dette er en liste af betydningsfulde thrakiske enkeltindivider eller de af delvis thrakisk oprindelse.
- Amadokus var en konge af det thrakiske odrysiske kongerige, og efter ham er Amadok Point i Antarktis blevet opkaldt.
- Sitalkes var også en konge af samme kongerige. Han var allieret med athenerne under Peloponneskrigen.
- Spartacus var en thraker, som blev holdt som slave af romerne, og han ledede et stort slaveoprør i Italien i årene 73 f.Kr. – 71 f.Kr. Før han blev besejret havde hans hær af frigjorte gladiatorer og slaver besejret flere romerske legioner i det, som nu kaldes for Det tredje slaveoprør eller simpelthen for Spartakusoprøret.
- Orfeus var en mytologisk figur beskrevet som en høvding blandt poeter og musikere, konge af den thrakiske stamme kikonere.
- Justinus I (død 527 e.Kr.) var romersk kejser og grundlægger af det justinianske dynasti.
- Justinian I den store (død 565), romersk kejser.
- Belisarius (død 565), østromersk general af enten græsk eller thrakisk oprindelse.

## Arkæologi
Den videnskapsgren, som studerer oldtidens thrakere og Thrakien, er kaldt for thrakologi. Den arkæologiske forskning af den thrakiske kultur begyndte i 1900-tallet og særlig efter 2. verdenskrig, hovedsagelig i det sydlige Bulgarien. Som et resultat af omfattende udgravninger i 1960- og 1970'erne er en række thrakiske grave og helligdomme blevet opdaget. Blandt de mere betydningsfulde er Sveshtari-graven; Kazanlak-graven; udgravninger i Tatul; Seuthopolis; Perperikon; Aleksandrovo-graven; og Sarmizegetusa i Rumænien, og andre.
Også et stort antal kunstfærdige håndværksskatte i guld og sølv fra 400- og 300-tallet f.Kr. er blevet fundet. I de sidste årtier er disse blevet vist frem i museer verden over, og har således skabt interesse og er blevet et symbol eller sindbillede på oldtidens thrakiske kultur. Siden år 2000 har den bulgarske arkæolog Georgi Kitov gjort nye opdagelser i det centrale Bulgarien, som er blevet kaldt som "Dalen for de thrakiske konger".